# L'amante del cuore
L'amante del cuore (The Common Law) è un film muto del 1923 diretto da George Archainbaud sotto la supervisione di Myron Selznick.
La sceneggiatura di Edward J. Montagne si basa sull'omonimo romanzo di Robert William Chambers pubblicato a New York nel 1911. Dallo stesso romanzo, vennero tratti altri due film: nel 1916 The Common Law di Albert Capellani con protagonista Clara Kimball Young e, nel 1931, una versione sonora sempre con il titolo The Common Law, film diretto da Paul L. Stein e interpretato da Constance Bennett.

## Trama
Valerie West, che fa la modella, si innamora di Louis Neville, un pittore di famiglia aristocratica. Ovviamente, i parenti di Louis non sono felici di quella relazione e spingono Valerie a promettere di non sposarlo mai. Lei promette a Louis di diventare sua moglie l'estate che deve venire. Intanto, però, si trova a doversi difendere dalle attenzioni non gradite del fidanzato della sorella di Louis: riuscita a sfuggirgli, Valerie si rifugia a casa di Neville, dove conquisterà il padre di Louis che, finalmente, benedirà la loro unione.

## Produzione
Il film fu prodotto dalla Selznick Pictures Corporation.

## Distribuzione
Il copyright del film, richiesto dalla Selznick Pictures, fu registrato il 26 luglio 1923 con il numero LP19245.
Distribuito dalla Selznick Pictures Corporation, il film uscì nelle sale cinematografiche statunitensi il 30 agosto 1923. In Italia, distribuito dalla Robertson, ottenne nel gennaio 1926 - con riserva - il visto di censura numero 22354 che prevedeva: Nel 1° atto sopprimere il quadro compreso tra le didascalie: "Lo spogliatoio è là ..... vi sentite male" in cui la modella appare eccessivamente spogliata. (gennaio 1926).
Non si conoscono copie ancora esistenti della pellicola che viene considerata presumibilmente perduta.